# Olof Palme

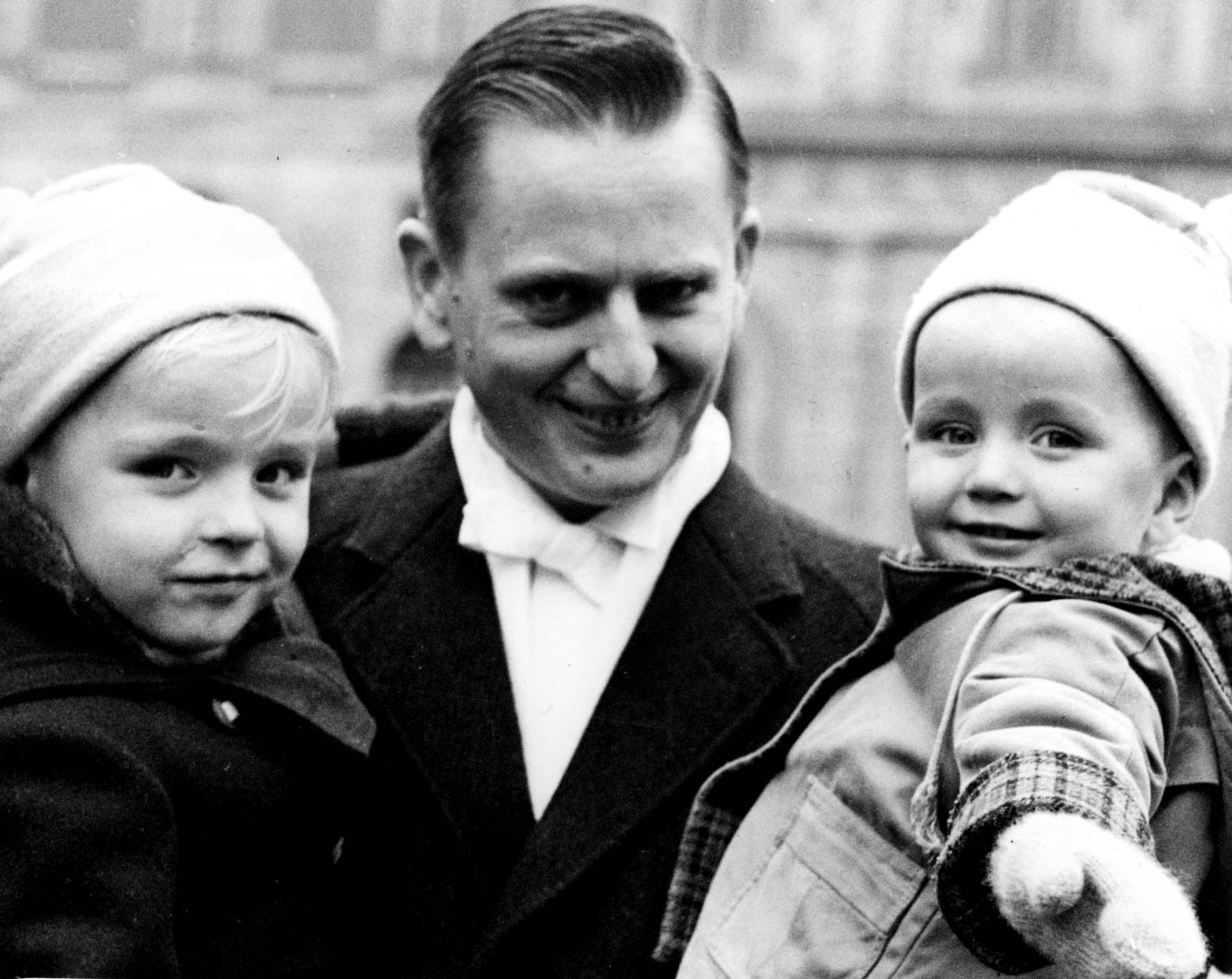
Olof Palme z synami w 1963

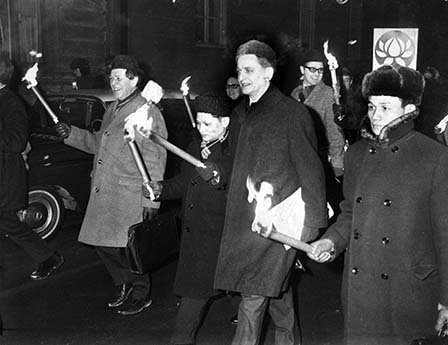
Olof Palme protestujący w Sztokholmie przeciwko wojnie wietnamskiej w 1968

Sven Olof Joachim Palme (wym. [²u:lɔf ²palmɛ]ⓘ, ur. 30 stycznia 1927 w Sztokholmie, zm. 28 lutego 1986 tamże) – szwedzki polityk, przewodniczący Szwedzkiej Socjaldemokratycznej Partii Robotniczej w latach 1969–1986, poseł do Riksdagu, minister bez teki (1963–1965), minister transportu i komunikacji (1963–1969) oraz minister edukacji (1967–1969). W latach 1969–1976 oraz 1982–1986 premier Szwecji, zastrzelony w trakcie urzędowania.

## Życiorys

### Życie prywatne i wykształcenie
Olof Palme urodził się w zamożnej i konserwatywnej rodzinie. Był synem Gunnara Palme (1886–1934), dyrektora firmy ubezpieczeniowej Thule, oraz Elisabeth von Knieriem (1890–1972). W latach 1949–1952 był żonaty z Jeleną Rennerovą, uciekinierką z Czechosłowacji. Było to jednak małżeństwo fikcyjne, zawarte dla ułatwienia Jelenie Rennerovej wyjazdu z jej kraju po zamachu stanu z 1948. W 1956 zawarł drugi związek małżeński z Lisbeth Beck-Friis, z którą miał troje dzieci – synów Joakima, Mårtena i Mattiasa.
Do dziesiątego roku życia był uczniem Beskowska skolan w sztokholmskim okręgu Östermalm. W 1937 rozpoczął naukę w prestiżowej szkole z internatem Sigtunaskolan Humanistiska Läroverket. Po jej ukończeniu wyjechał na rok do Stanów Zjednoczonych, gdzie do 1948 studiował nauki polityczne na Kenyon College, w międzyczasie podróżując po kraju. Po powrocie do Szwecji studiował prawo na Uniwersytecie Sztokholmskim, kończąc ten kierunek w 1951.
Jesienią 1944 odbył służbę wojskową w regimentach kawalerii w Umeå, a później w Skövde. W 1948 mianowany został chorążym kawalerii. W 1955 uczestniczył w kursie dowódców kawalerii, po którego ukończeniu w następnym roku uzyskał stopień porucznika kawalerii.

### Działalność polityczna do 1969
Zaangażował się w działalność polityczną w ramach Szwedzkiej Socjaldemokratycznej Partii Robotniczej. Według samego Olofa Palmego trzy wydarzenia przesądziły o tym, że stał się on socjaldemokratą. Pierwszym z nich były wrażenia po debacie podatkowej, która odbyła się w 1947 w Sztokholmie pomiędzy socjaldemokratą Ernstem Wigforssem, konserwatystą Jarlem Hjalmarssonem i liberałem Elonem Anderssonem. Jako pozostałe czynniki wskazywał swoją podróż po USA z końca lat 40., gdzie uderzyły go ogromne różnice klasowe, a także swoją podróż do Azji w 1953, gdzie wyrobił swoją ocenę na temat skutków kolonializmu.
W 1952 Olof Palme został przewodniczącym Sveriges förenade studentkårer, organizacji skupiającej zrzeszenia studenckie. Funkcję tę pełnił do 1953. Dołączył następnie do administracji rządowej kierowanej przez Tage Erlandera. Do 1954 był sekretarzem w sztabie obrony Försvarsstaben, później do 1963 pozostawał zatrudniony w urzędzie premiera. Wkrótce stał się najbliższym doradcą Tage Erlandera, zyskując opinię dynamicznego polityka młodej generacji.
W 1958 Olof Palme po raz pierwszy uzyskał mandat posła do Riksdagu z ramienia socjaldemokratów w okręgu Jönköping. Utrzymywał go w dziewięciu kolejnych wyborach do 1985 włącznie. W 1963 dołączył do rządu Tage Erlandera jako minister bez teki. W 1965 przeszedł na stanowisko ministra transportu i komunikacji. Następnie w latach 1967–1969 sprawował urząd ministra edukacji.

### Działalność polityczna od 1969

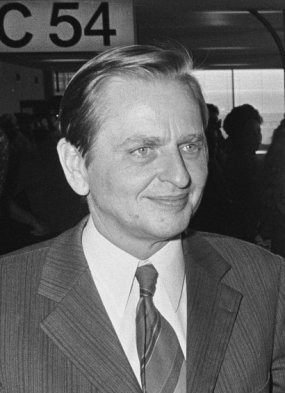
Olof Palme w 1974

W październiku 1969 zastąpił Tage Erlandera na funkcji przewodniczącego Szwedzkiej Socjaldemokratycznej Partii Robotniczej. Ugrupowaniem tym kierował nieprzerwanie do czasu swojej śmierci. 14 października 1969 został po raz pierwszy premierem Szwecji, obejmując to stanowisko również w miejsce Tage Erlandera.
W wyborach do Riksdagu w 1973 socjaldemokraci i komuniści oraz trzy ugrupowania centroprawicy uzyskały po 175 mandatów. Olof Palme pozostał jednak na urzędzie premiera. Podczas wizyty w Polsce w 1974 zwrócił po ponad 300 latach tzw. rolkę sztokholmską, zrabowaną przez Szwedów podczas potopu, a przedstawiającą wjazd do Krakowa króla Zygmunta III Wazy. W okresie 1973–1976 jego rząd przeprowadził kilka istotnych reform, m.in. wprowadzając prawo regulujące stosunki między pracownikami a pracodawcami (Medbestämmandelagen) oraz prawo o powszechnym ubezpieczeniu macierzyńskim. 1 stycznia 1975 weszło w życie nowe prawo ustrojowe (Regeringsform), ograniczające znacznie uprawnienia monarchy m.in. w zakresie jego udziału przy tworzeniu nowego gabinetu.
W wyborach w 1976 większość w parlamencie uzyskały partie centroprawicowe. Socjaldemokraci po 40 latach nieprzerwanych rządów przeszli do opozycji. Olof Palme ustąpił oficjalnie ze stanowiska premiera 8 października 1976. Wkrótce wybuchła afera dotycząca Lennarta Geijera, ministra sprawiedliwości w gabinecie Olofa Palmego. Zarzucono mu korzystanie z usług prostytutek z bloku wschodniego, które mogły przekazywać informacje agentom KGB. W wyborach 1979 socjaldemokratom ponownie nie udało się uzyskać większości do stworzenia rządu. Olof Palme nie utracił jednak przywództwa w partii. W 1980 z ramienia ONZ został mediatorem podczas wojny iracko-irańskiej. 1 marca 1982 kierowana przez niego komisja opublikowała swój raport dotyczący mediacji w tym konflikcie.
Socjaldemokraci zwyciężyli natomiast w wyborach 1982, Olof Palme 8 października tegoż roku ponownie objął urząd premiera. Utrzymał go także po wyborach z 1985, kierując szwedzkim rządem do czasu swojej śmierci 28 lutego 1986. W 1983 Riksdag podjął decyzję o zwiększeniu wpływu związków zawodowych na prywatne przedsiębiorstwa, co doprowadziło do ostrego sporu z biznesem. W latach 1985–1986 Olof Palme był też skonfliktowany z wysokimi dowódcami wojskowymi, którzy zarzucali mu niezdecydowanie i słabą reakcję przeciw ZSRR (w sprawie incydentów dotyczących radzieckich okrętów podwodnych) oraz deklarowali wobec premiera brak zaufania.
Podczas kampanii wyborczej 1985 zarzucono mu oszustwo podatkowe). Dotyczyło to wydarzeń z 1984, kiedy to wygłosił wykład na wydziale prawa Uniwersytetu Harvarda, za który odmówił przyjęcia honorarium. Rzekomo miał wtedy dać do zrozumienia władzom uczelni, że zamiast tego wolałby, aby jego syn Joakim otrzymał roczne stypendium na uniwersytecie (które faktycznie mu przyznano jeszcze w tym samym roku). Sprawą tą w trakcie kampanii wyborczej w 1985 zajęły się media. Decyzją organu podatkowego nakazano Olofowi Palmemu zapłacenie podatku za wynagrodzenie, które ten miał otrzymać za wykład. Polityk zaskarżył tę decyzję do sądu administracyjnego, jego pisma w tej sprawie zostały zarejestrowane wkrótce przed jego śmiercią, a sprawa nie została ostatecznie rozpoznana.

### Śmierć
Olof Palme został śmiertelnie postrzelony 28 lutego 1986 w centrum Sztokholmu o godzinie 23:21. Premier bez agentów ochrony wracał wówczas w towarzystwie żony Lisbeth do domu po projekcji filmu Bracia Mozart w kinie „Grand” przy ulicy Sveavägen. Sprawca oddał dwa strzały z bardzo bliskiej odległości w plecy polityka, lekko poszkodowana została też Lisbeth Palme. Olof Palme został przewieziony do nieodległego szpitala Sabbatsbergs sjukhus. 1 marca 1986 o godzinie 00:06 oficjalnie stwierdzono jego zgon. Żałobę narodową po jego śmierci ogłoszono również w Nikaragui, Portugalii, Argentynie i Indiach. W uroczystościach pogrzebowych w tym samym miesiącu wzięli udział m.in. premier Indii Rajiv Gandhi, prezydent Francji François Mitterrand, przywódca NRD Erich Honecker, premier Izraela Szimon Peres, premier Włoch Bettino Craxi, prezydent Nikaragui Daniel Ortega, kanclerz RFN Helmut Kohl, premier ZSRR Nikołaj Ryżkow i sekretarz stanu USA George Shultz. Olof Palme został pochowany na cmentarzu przy kościele Adolfa Fryderyka w Sztokholmie.
Zastrzelenie Olofa Palmego doprowadziło do wszczęcia największego śledztwa w najnowszej historii Szwecji. Zabójstwo to stało się również przedmiotem długotrwałej społecznej debaty w Szwecji. Zbrodnią tą zajął się m.in. pisarz Leif G.W. Persson w powieści Swobodny upadek, jak we śnie.
Okoliczności zabójstwa przez wiele lat budziły wątpliwości i nie były dostatecznie wyjaśnione. Prowadziło to do powstawania różnych teorii spiskowych. Domniemany sprawca, Christer Pettersson, został skazany przez sąd pierwszej instancji, ale oczyszczony z zarzutów przez sąd odwoławczy. Innym podejrzanym o dokonanie zbrodni był Victor Gunnarsson, powiązany ze środowiskami skrajnej prawicy, w tym z Europeiska arbetarpartiet. W 1996 były funkcjonariusz South African Police Eugene de Kock zeznał, że Olof Palme został zamordowany za sprzeciwianie się apartheidowi i wsparcie Szwecji dla Afrykańskiego Kongresu Narodowego.
W czerwcu 2020 prokurator Krister Petersson oświadczył, że należy przyjąć wersję, iż Olofa Palmego zastrzelił Stig Engström. Był to grafik pracujący w zlokalizowanym blisko miejsca zabójstwa biurze przedsiębiorstwa Skandia, który w 2000 popełnił samobójstwo. Skutkowało to zamknięciem śledztwa, przy czym prokurator przyznał, że nie można dokładnie ustalić motywu zabójstwa.

## Poglądy i ocena działalności
Olof Palme był politykiem, którego osobowość zdominowała życie polityczne Szwecji. W pewnych kręgach społecznych był on wręcz nienawidzony, w innych uwielbiany. Po części wynikało to także z prowadzonej przez niego polityki zagranicznej. Był politykiem aktywnym na arenie międzynarodowej, m.in. wspierając działania Ruchu Państw Niezaangażowanych. Udzielał poparcia ruchom narodowym w krajach rozwijających się, potępiał udział USA w wojnie wietnamskiej. Stany Zjednoczone odwołały czasowo swojego ambasadora ze Szwecji, gdy Olof Palme jako premier w tzw. mowie bożonarodzeniowej z 1972 porównał bombardowanie Hanoi do zbrodni nazistowskich. Miał pozytywny stosunek do Kuby rządzonej przez Fidela Castro, do Chile i prezydenta Salvadora Allende, potępiał natomiast interwencję ZSRR i innych państw Układu Warszawskiego w Czechosłowacji w 1968 oraz reżim generała Francisca Franco w Hiszpanii. W 1983 powołał funkcjonującą do 1989 grupę złożoną z przywódców sześciu państw, która miała działać na rzecz rozbrojenia atomowego. W skład tej inicjatywy weszły oprócz Szwecji: Indie, Grecja, Meksyk, Argentyna i Tanzania.
Ideologię polityczną Olofa Palmego kształtowały przywiązanie do tzw. demokratycznego socjalizmu w klasycznym rozumieniu (jako kierunku zakładającego wrażliwość społeczną, dążącego do równości i sprawiedliwości), odrzucenie komunizmu, wrogość wobec liberalizmu gospodarczego, radykalny antykolonializm, sympatia i znacząca pomoc dla krajów Trzeciego Świata. W polityce wewnętrznej kontynuował realizację tworzenia państwa opiekuńczego przy jednoczesnych trudnościach związanych z finansowaniem wysokiego poziomu świadczeń socjalnych.

## Odznaczenia
- Order of the Companions of O.R. Tambo I klasy (Południowa Afryka, pośmiertnie, 2002)[18]